# Liste der Biografien/Jh
Liste der Biografien |
Portal Biografien |
Personensuche
# |
A |
B |
C |
D |
E |
F |
G |
H |
I |
J |
K |
L |
M |
N |
O |
P |
Q |
R |
S |
T |
U |
V |
W |
X |
Y |
Z |
?
 
Ja |
Jb |
Jd |
Je |
Jh |
Ji |
Jj |
Jl |
Jn |
Jm |
Jo |
Jp |
Jr |
Js |
Jt |
Ju |
Jv |
Jw |
Jy
Die Liste der Biografien führt alle Personen auf, die in der deutschsprachigen Wikipedia einen Artikel haben. Dieses ist eine Teilliste mit 16 Einträgen von Personen, deren Namen mit den Buchstaben „Jh“ beginnt.

## Jh

### Jha
- Jha, Kanak (* 2000), US-amerikanischer Tischtennisspieler
- Jha, Raj Kamal (* 1966), indischer Zeitungsherausgeber und Autor
- Jhally, Sut (* 1955), Kommunikationswissenschaftler
- Jhalu, Mark (* 1994), guyanischer Hochspringer
- Jhataleka, indische Schauspielerin und Model
- Jhayco (* 1993), puerto-ricanischer Reggaeton-Sänger und Rapper

### Jhe
- Jhené Aiko (* 1988), US-amerikanische R&B-SängerinJhené Aiko (* 1988)

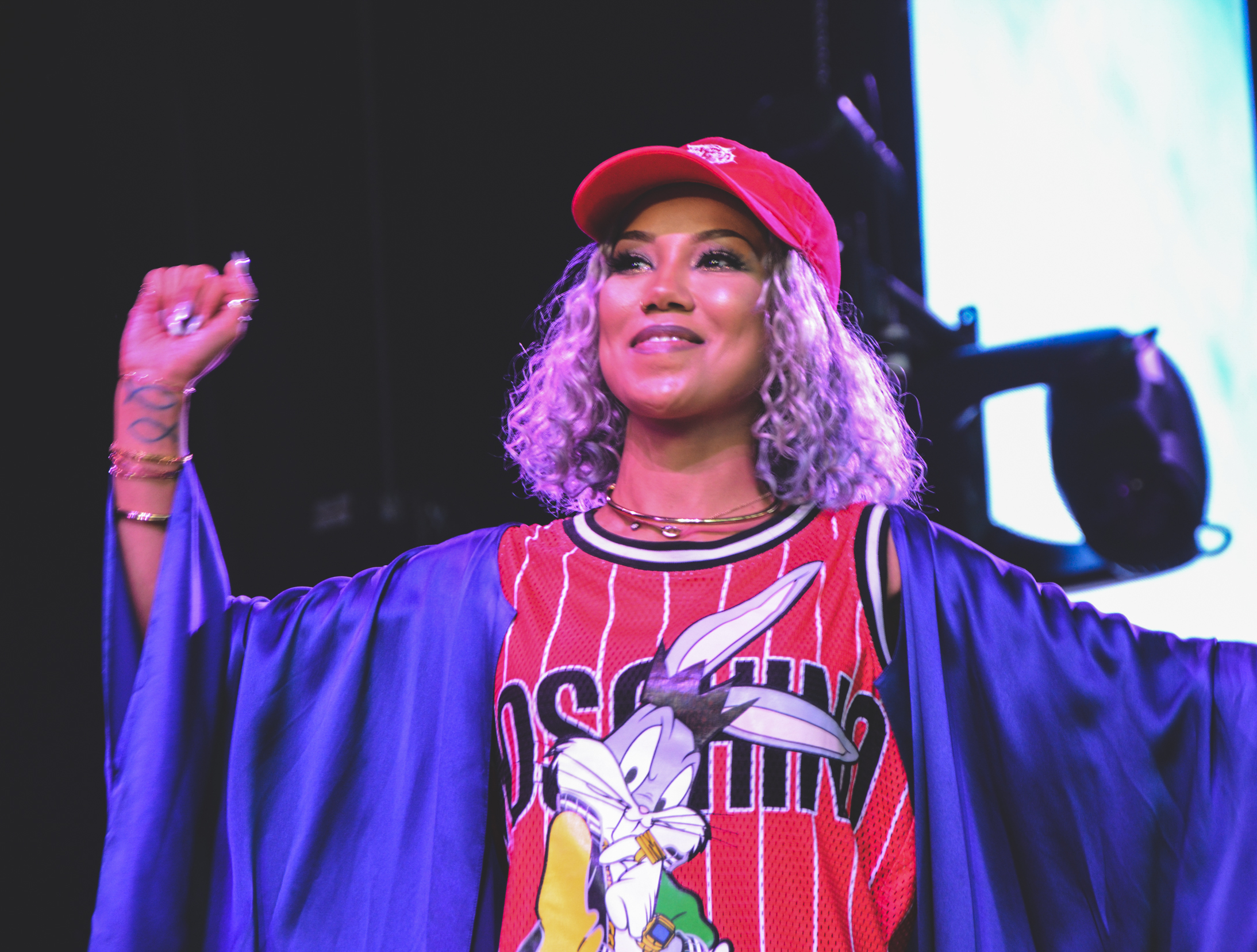
Jhené Aiko (* 1988)

- Jheniffer (* 2001), brasilianische Fußballspielerin
- Jhering, Caspar Rudolph (1740–1809), „Advocatus Fisci“, Gründer der „Mühlen-Brand-Societät in Ostfriesland“ sowie ihr erster Direktor
- Jhering, Georg Albrecht (1779–1825), Sekretär der Ostfriesischen Landschaft, zweiter Direktor der Mühlenbrandsozietät
- Jhering, Rudolf von (1818–1892), deutscher Jurist
- Jhering, Sebastian Eberhard (1700–1759), preußischer Regierungsdirektor in Ostfriesland
- Jhetsaphat Khuantanom (* 2005), thailändischer Fußballspieler

### Jhi
- Jhinaoui, Mohamed Amin (* 1997), tunesischer Leichtathlet
- Jhingan, Sandesh (* 1993), indischer Fußballspieler
- Jhirad, Jerusha (1891–1984), indische Medizinerin